# Массенжи-ле-Витто
Массенжи́-ле-Витто́ (фр. Massingy-lès-Vitteaux) — коммуна во Франции, находится в регионе Бургундия. Департамент коммуны — Кот-д’Ор. Входит в состав кантона Витто. Округ коммуны — Монбар.
Код INSEE коммуны — 21395.

## Население
Население коммуны на 2010 год составляло 88 человек.
| 1962 | 1968 | 1975 | 1982 | 1990 | 1999 | 2010 |
| ---- | ---- | ---- | ---- | ---- | ---- | ---- |
| 119  | 131  | 99   | 113  | 112  | 101  | 88   |

## Экономика
В 2010 году среди 60 человек трудоспособного возраста (15—64 лет) 45 были экономически активными, 15 — неактивными (показатель активности — 75,0 %, в 1999 году было 77,4 %). Из 45 активных жителей работали 43 человека (23 мужчины и 20 женщин), безработных было 2 (0 мужчин и 2 женщины). Среди 15 неактивных 1 человек был учеником или студентом, 11 — пенсионерами, 3 были неактивными по другим причинам.